# Continue?9876543210
Continue?9876543210 est un jeu vidéo indépendant d'action-aventure et de réflexion en vue du dessus développé par Jason Oda et édité par StarvingEyes. Il est sorti en novembre 2013 sur Microsoft Windows, Linux et OS X, ainsi que sur appareils iOS.

## Trame
Un personnage de jeu vidéo mort et raté, erre à travers les recoins de la mémoire vive en essayant de trouver la paix dans ses derniers moments de son existence avant d'être supprimé pour toujours.

## Système de jeu
La caméra est en vue de dessus. Le joueur arrive dans une des 11 cartes sélectionnée aléatoirement. Il lui faut dégager le passage vers les sorties des cartes pour s'en échapper avant la fin du dernier round, sous peine d'être effacé par le Garbage collector. On peut débloquer le passage en demandant des éclairs aux habitants qui le feront alors abattre sur les obstacles entre le joueur et la sortie. Entre chaque round, le joueur doit jouer à des minis-jeux aux allures rétro.

### Rounds
Les tours ont une durée différente selon les cartes. Le premier type de round se finit 10 secondes après que le joueur a parlé à 5 personnes. Le second se finit 30 secondes après son commencement.

### Niveaux
Le jeu comporte onze cartes. Chacune possède trois sorties mais sont réparties en deux catégories.

#### Premier type
Ces cartes sont plus grandes et utilisent le premier système de rounds.
- Prison ;
- City of the last princess, une ville avec des décombres de châteaux roses ;
- Trailerpark, un camp de camping car mal entretenu ;
- War, des décombres d'une ville avec un champ de bataill ;
- Micronesia, une île volcanique avec un rivage. Une des sorties est le cratère, la passer tuera le joueur ;
- Slum, des bars, quelques immeubles et en bas un bidonville ;
- Miningtown, une ville avec de petit bâtiments et des entrées de mine avec un petit canal. Elle est en train de se faire engloutir par le désert.

#### Second type
Le second type comporte des cartes plus petites avec le second type de rounds.
- Iceport, une carte dont la surface est gelée avec des igloo et des bateaux échoués ;
- Wild shores of love, une carte entière bleue avec des rivages peu profonds et peu de maisons ;
- Riverganges, une ville composée de grands bâtiments et du Gange. On voit le vide sur le côté ;
- Childhood, une carte jaune-verte avec quelques bâtiments et des champs. Le devant a été en partie foudroyée par le garbage collector et on voit le vide.

## Accueil
Les critiques ont été radicalement différentes en fonction des sites.